# Auquainville

Auquainville este o comună în departamentul Calvados, Franța. În 1 ianuarie 2018 avea o populație de 295 de locuitori.